# Daggar
Daggar är en ort i den pakistanska provinsen Khyber Pakhtunkhwa. Den är huvudort för distriktet Buner, och folkmängden uppgick till cirka 20 000 invånare vid folkräkningen 2017.